# Nikola Corporation
Никола корпорејшн (енгл. Nikola Corporation), од 2014. до 2020. Никола мотор компани (енгл. Nikola Motor Company), амерички је произвођач хибридних и електричних камиона и камионета са седиштем у Финиксу, у Аризони, у Сједињеним Државама, где такође обављају своје истраживачке и развојне операције. Компанија је основана 2014. године у Солт Лејк Ситију, у савезној држави Јути. Добила је име по српском научнику и проналазачу Николи Тесли.
Највећи конкурент му је америчка компанија Тесла, која такође носи назив по српском научнику. За разлику од Теслиних возила која раде на литијум-јонским батеријама, односно за погон користе електричну енергију ускладиштену у батеријама, Никола има за циљ да снабдева своја возила водоничним горивним ћелијама.

## Историјат
Компанију је основао амерички бизнисмен Тревор Милтон 2014. године, који држи преко 40 одсто удела у компанији. Први камион је представљен 2016. године као концепт Nikola One и теренско возило Nikola Zero које ће касније преименовати у Nikola NZT. Затим долази такође концепт камион на водоник и струју Nikola Two у сарадњи са Бошом. Новембра 2019, представљен је камион с погоном на водоник Nikola Tre намењен за европско тржиште.
По представљању својих првих концепт возила кренуле су спекулације да је све украдено од Тесла моторса, од имена преко технологије. Међутим, Никола мотор тврди да је Тесла украо неке идеје приликом израде „семија”. Теслин камион је представљен крајем 2017. године и тада је Никола мотор тужила Теслу због крађе интелектуалног власништва при изради камиона, тачније ради се о облику трупа, ветробранском стаклу и возачевим вратима. За све то приложили су и фотографије за које тврде да су доказ да је Тесла семи копија модела Nikola One. Никола мотор је захтевао од Тесле да одложи званичну презентацију свог камиона док се ова питања не реше. Компанија Илона Маска није ни одговорила на писмо, па је одржана премијера камиона семи. Никола мотор је након тога одлучио да предузме правне мере против конкурента и поднео је тужбу у којој од Тесле захтева обештећење од чак две милијарде долара.
Маја 2020. године, Никола мотор је променио име у Никола корпорејшн, поделивши пословну структуру у три дивизије, бавећи се изградњом друмских и специјалних возила, као и развојем горивних ћелија.
Компанија је дебитовала на њујоршкој берзи Насдак 4. јуна 2020. године после спајања са компанијом VectoIQ, јавном трговинском фирмом за специјалну намену, а коју води бивши потпредседник Џенерал моторса Стивен Гирски. Договор о спајању је најављен почетком марта 2020. године. Након затварања берзе у уторак 9. јуна, Никола корпорејшн је вредео више него Форд. Процена вредности Николе је 28.799 милијарде долара, док Форд вреди 28.794 милијарде. До узлета вредности акција уследило је након што је Тревор Милтон најавио датум резервација за камионет „беџер”.

## Модели
- Nikola NZT
- Nikola One
- Nikola Two
- Nikola Tre
- Nikola Badger